# Hans-Gunnar Liljenwall
Hans-Gunnar Liljenwall (* 9. Juli 1941 in Jönköping) ist ein ehemaliger schwedischer Moderner Fünfkämpfer. Er war die erste Person, die bei Olympischen Spielen wegen eines Dopingvergehens disqualifiziert wurde.
Liljenwall nahm in Tokio an den Sommerspielen 1964 teil. Im Einzelwettbewerb erreichte er den elften Platz, mit dem schwedischen Team den vierten Platz. Bei den Weltmeisterschaften 1967 in seiner Heimatstadt Jönköping gewann er zusammen mit Björn Ferm und Hans Jacobson die Mannschafts-Silbermedaille. Wiederum mit Ferm und Jacobson wurde er bei den Sommerspielen 1968 in Mexiko-Stadt Dritter in der Mannschaftswertung. Die gewonnene Bronzemedaille wurde ihnen jedoch bald darauf wieder aberkannt, weil Liljenwall als erster Sportler überhaupt in einem vom IOC durchgeführten Dopingtest überführt worden war. Er war mit 0,81 Promille Alkohol gedopt gewesen. Laut eigenen Aussagen hatte er vor dem Schießen „zwei Bier“ getrunken, um seine „Nerven zu beruhigen.“ Bei den Sommerspielen 1972 in München wurde Liljenwall Fünfter mit der Mannschaft.